# Apocheiridium minutissimum
Espèce
Apocheiridium minutissimum est une espèce de pseudoscorpions de la famille des Cheiridiidae.

## Distribution
Cette espèce est endémique de Malaisie. Elle se rencontre au Selangor et au Pahang.

## Habitat
Ce pseudoscorpion se rencontre dans des nids d'oiseaux.

## Description
Apocheiridium minutissimum mesure de 0,8 à 0,9 mm.

## Publication originale
- Beier, 1964 : Some further nidicolous Chelonethi (Pseudoscorpionidae) from Malaya. Pacific Insects, vol. 6, p. 312-313 (texte intégral).